# Катал мак Дунлайнге
Катал мак Дунлайнге (др.‑ирл. Cathal mac Dúnlainge; умер в 819) — король Уи Хеннселайг (Южного Лейнстера) в 809—819 годах.

## Биография
Катал мак Дунлайнге принадлежал к септу Сил Маэлуидир, земли которого находились в низовьях реки Слейни. Его отцом был Дунлайнг, а дедом — король Южного Лейнстера Ку Хонгелт мак Кон Мелла. Последним до Катала представителем этого септа, владевшим престолом Уи Хеннселайг, был погибший в 770 году Кеннселах мак Брайн.
В 809 году в результате междоусобной войны Каталу мак Дунлайнге удалось овладеть властью над Южным Лейнстером. Его предшественником был Келлах Тосах из септа Уи Дрона.
В 814 году Катал мак Дунлайнге поднял мятеж против короля Лейнстера Муйредаха мак Руадраха из рода Уи Дунлайнге. Возможно, он попытался овладеть лейнстерским престолом, который некоторые из его родичей занимали в VII—VIII веках. Однако в сражении войско Уи Хеннселайг потерпело поражение от войска, возглавлявшегося лейнстерским королём-соправителем Муйредахом мак Брайном и его братом Келлахом.
Возможно, надеясь усилить своё влияние, Катал мак Дунлайнге пытался установить контроль над лейнстерскими монастырями. В 817 году во главе войска, в котором был и отряд из аббатства в Тех Мунну (Тамона), король Уи Хеннселайг совершил поход на монастырь в Фернсе. По свидетельству исторических источников, во время нападения на обитель погибли четыре сотни монастырских людей. Вероятно, Каталу удалось установить контроль над монастырём, так как в ирландских анналах он упоминается не только как король Уи Хеннселайг, но и как приор аббатства в Фернсе.
Катал мак Дунлайнге скончался в 819 году. Один из его сыновей, Ку Хонгелт, был королём-соправителем. Он скончался в 817 году. По свидетельству из «Лейнстерской книги», Ку Хонгелт правил совместно с отцом в течение двух лет. Преемником короля Катала на престоле Уи Хеннселайг стал другой его сын — Кайрпре мак Катайл.